# 德金那提里镇区
德金那提里镇区是缅甸内比都联邦区莱韦县下辖的一个镇区。
2009年3月，缅甸政府将内比都县内比都镇区拆分为萨布提里镇区、欧塔拉提里镇区、德金那提里镇区、波巴提里镇区和杰雅提里镇区5个镇区。2013年1月，内比都县拆分为欧塔拉县和德金那县2县，德金那提里镇区划归德金那县管辖。2022年4月30日，德金那县拆分为彬马那县和莱韦县，德金那提里镇区划归莱韦县管辖。